# Economia dell'Inghilterra medievale

Il medioevo inglese vedeva la propria economia suddivisa nei tre principali gruppi social dell'epoca - il clero col compito di pregare, i cavalieri col compito di combattere ed i contadini col compito di lavorare la terra.

L'economia dell'Inghilterra medievale, dall'invasione normanna del 1066 sino alla morte di Enrico VII nel 1509, fu fondamentalmente basata sull'agricoltura, anche se già prima arrivo dei Normanni il commercio rappresentava un settore rilevante. Le istituzioni normanne, tra cui la servitù, vennero sovrapposte a quelle esistenti nel sistema dei campi aperti. Nei cinque secoli successivi l'economia crebbe vertiginosamente e quindi soffrì una crisi acuta, portando a significativi mutamenti politici ed sociali. Malgrado la dislocazione dei centri economici essenzialmente nell'ambito urbano, l'economia riuscì ad emergere anche nei villaggi e nelle aree minerarie. Sul finire del periodo, l'Inghilterra disponeva di un governo debole, con un'economia ancora prevalentemente agricola basata sulla lavorazione della terra e sul possesso della stessa da parte della nobiltà.
Il XII e XIII secolo videro un forte sviluppo dell'economia inglese. Questo fenomeno fu in parte dovuto alla crescita della popolazione da 1,5 milioni al tempo della compilazione del Domesday Book nel 1086 ai 4 - 5 milioni del 1300. L'Inghilterra rimase in questi secoli pur sempre una nazione basata sull'agricoltura nella propria economia, con diritti sempre crescenti per i grandi proprietari terrieri, sanciti anche dalla legge di stato. Ancora più terra venne portata in produzione nei secoli a spese delle foreste reali, aumentando così la produzione da cala un mercato internazionale. Diverse centinaia di nuovi villaggi sorsero in tutta l'Inghilterra, supportando la creazione di gilde, fiere ed altre importanti istituzioni commerciali ed economiche medievali. I discendenti dei finanzieri ebrei che per primi giunsero in Inghilterra all'epoca di Guglielmo il Conquistatore ebbero un ruolo significativo nella crescita dell'economia dell'epoca, assieme agli ordini religiosi dei cistercensi e degli agostiniani che più a nord svilupparono un articolato sistema per il commercio della lana. Le attività minerarie incrementarono in Inghilterra col boom dell'argento nel XII secolo, fatto che contribuì alla diffusione della moneta argentea sul suolo britannico.
La crescita economica iniziò a frenarsi dalla fine del XIII secolo per una combinazione di sovrappopolazione, mancanza di terra e suolo ormai impoverito. La perdita di vite nel corso della Grande carestia del 1315-1317 scioccò pesantemente l'economia inglese e la crescita della popolazione si arrestò; lo scoppio del primo focolaio della peste nera nel 1348 uccise poi la metà della popolazione inglese, con relative implicazioni per la ripresa poi dell'economia dopo la fine dell'epidemia. Il settore dell'agricoltura subì una contrazione, con l'abbassamento dei prezzi e la ristrettezza dei profitti che portarono al sistema del dominio. La Rivolta dei contadini del 1381 scosse l'ordine feudale antico e limitò i livelli di tassazione che il re poteva richiedere per circa un secolo. Il XV secolo vide la crescita dell'industria dell'abbigliamento inglese e la fondazione di una nuova classe di mercanti inglesi, prevalentemente con base a Londra e nel sud-est del paese, che prosperò a spese dell'economia dei villaggi più ad est. Questo nuovo sistema commerciale portò a termine l'epoca delle fiere internazionale e la nascita di vere e proprie compagnie mercantili. Assieme ai miglioramenti in campo metallurgico e carpentieristico, questo portò alla fine dell'economia medievale ed all'inizio dell'economia moderna inglese.

## L'invasione ed il primo periodo normanno (1066–1100)
Guglielmo il Conquistatore invase l'Inghilterra nel 1066, sconfiggendo il re anglosassone Aroldo II nella battaglia di Hastings e ponendo l'intero paese sotto il governo normanno. Questa campagna venne seguita da una serie di operazioni militari note col nome di Devastazione del nord negli anni 1069–70, estendendo così l'autorità normanna anche nella parte settentrionale del paese (ma non in Scozia). Il sistema di governo di Guglielmo era in gran parte feudale e quindi il possesso della terra era collegato al servizio a favore del re, ma pur con queste diversificazioni l'invasione ebbe ben poco impatto sulla natura dell'economia inglese dell'epoca. Gran parte dei danni provocati dalle lotte armate si ebbero a nord ed a ovest dell'Inghilterra.

### Agricoltura ed estrazione mineraria

#### L'agricoltura inglese

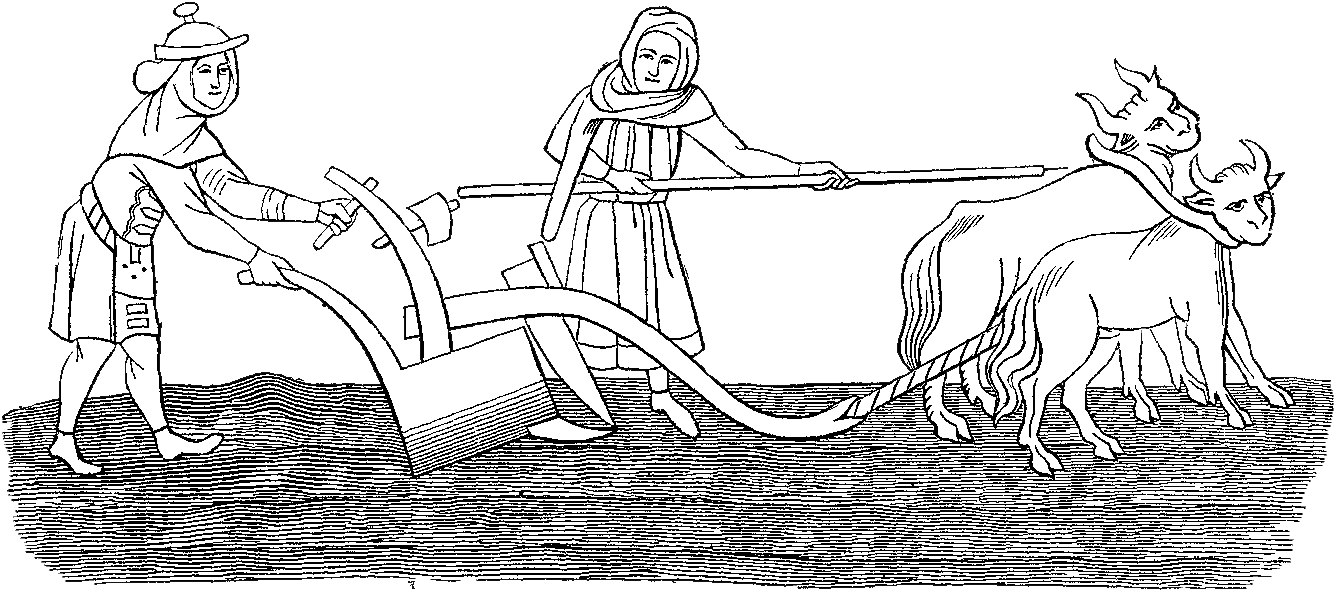
Uomini al lavoro nei campi con un aratro trainato da un bue.

L'agricoltura costituiva il nucleo fondamentale dell'economia inglese al tempo dell'invasione normanna. Vent'anni dopo l'invasione, il 35% dell'Inghilterra venne convertita in terreno aratorio, il 25% si trovava a pascolo, il 15% era coperto da boschi ed il rimanente 25% era costituito dalle brughiere. Il grano era la coltivazione più diffusa, seguito da segale, orzo e avena. Nelle parti più fertili del paese, come ad esempio nella Valle del Tamigi e nelle Midlands dell'Inghilterra orientale, venivano coltivati anche legumi e fagioli. Pecore, mucche, buoi e maiali venivano regolarmente allevati in gran parte per il consumo alimentare dei prodotti da essi derivati e per le carni.

#### Sistema manoriale

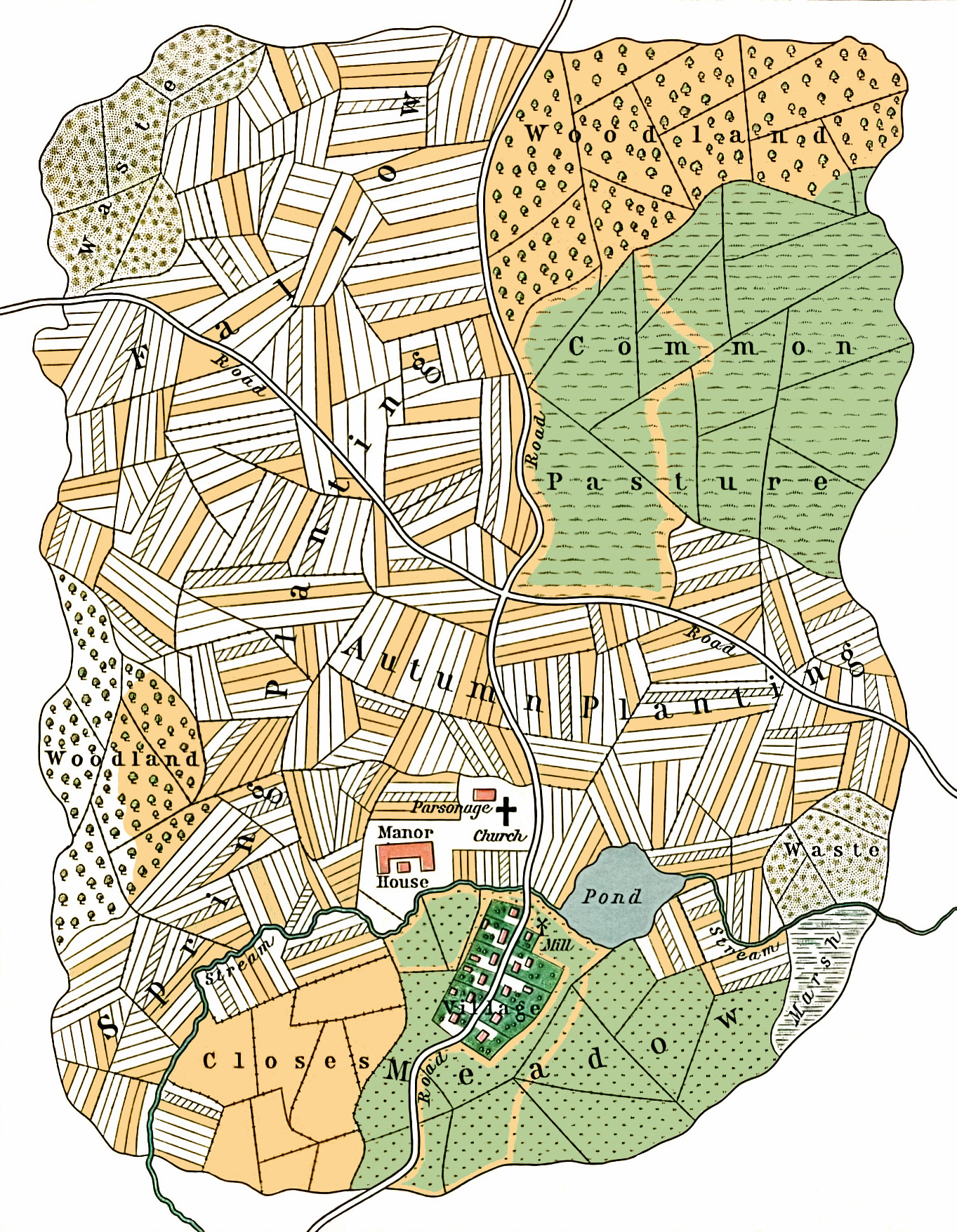
Il sistema a campi aperti, centrale nell'economia medievale inglese

Nel secolo precedente all'invasione normanna, i grandi possedimenti inglesi erano di proprietà del re, dei vescovi, dei monasteri e dei thegn, in gran parte possedimenti derivati per eredità, testamenti, matrimoni o acquisti. Gran parte della piccola nobiltà viveva nelle proprie residenze da cui gestiva le proprietà affidategli. Il paesaggio pre-normanno era composto da comunità isolate e da villaggi più vasti con una superficie notevole per la coltivazione. Molti dei nuovi villaggi formatisi con la dominazione normanna conobbero il sistema dei campi aperti dove i campi erano suddivisi in appezzamenti a strisce di proprietà individuale con una rotazione annuale delle colture e lo sfruttamento dei boschi come common land. La terra agricola facente capo ad un maniero spesso era suddivisa in campi minori che venivano coltivati direttamente per il sostentamento del signore (dominio), mentre la restante parte poteva essere coltivata dai contadini locali che dovevano pagare una rendita annuale al signore del luogo, in denaro o prodotti. Circa 6000 mulini ad acqua di varia potenza ed efficienza vennero costruiti su tutto il suolo inglese per lavorare la farina, liberando così i contadini da questa incombenza e consentendo loro di potersi dedicare completamente ai campi e quindi alla produzione delle granaglie. La prima economia inglese non era un'economia di sussistenza e pertanto molti dei prodotti venivano coltivati per essere venduti poi dagli stessi contadini nei mercati locali.
I normanni, almeno inizialmente, non alterarono significativamente questo sistema né l'economia dei villaggi. Guglielmo semplicemente riassegnò gran parte della terra all'élite normanna creando vasti possedimenti in alcune aree, in particolare al confine col Galles e nel Sussex. Il maggior cambiamento negli anni successivi all'invasione fu la rapida riduzione del numero di schiavi impiegati nella lavorazione dei campi in Inghilterra. Nel X secolo gli schiavi erano divenuti così numerosi da costituire una forza eccessiva, ma il loro numero aveva già incominciato a decrescere per le pressioni economiche e religiose del regno. Ad ogni modo, la nuova aristocrazia normanna diede prova di essere scarsamente dotata nell'amministrazione della terra. I più ricchi (in gran parte anglosassoni), seppero riunire attorno a loro molti contadini, legandoli indissolubilmente alle loro terre e pertanto inaugurando un cripto-schiavismo che non forniva ai contadini altre possibilità se non lavorare per il signore locale. Questi nobili anglosassoni che erano sopravvissuti all'invasione normanna vennero ben presto assimilati all'élite normanna o schiacciati economicamente.

#### La creazione delle foreste

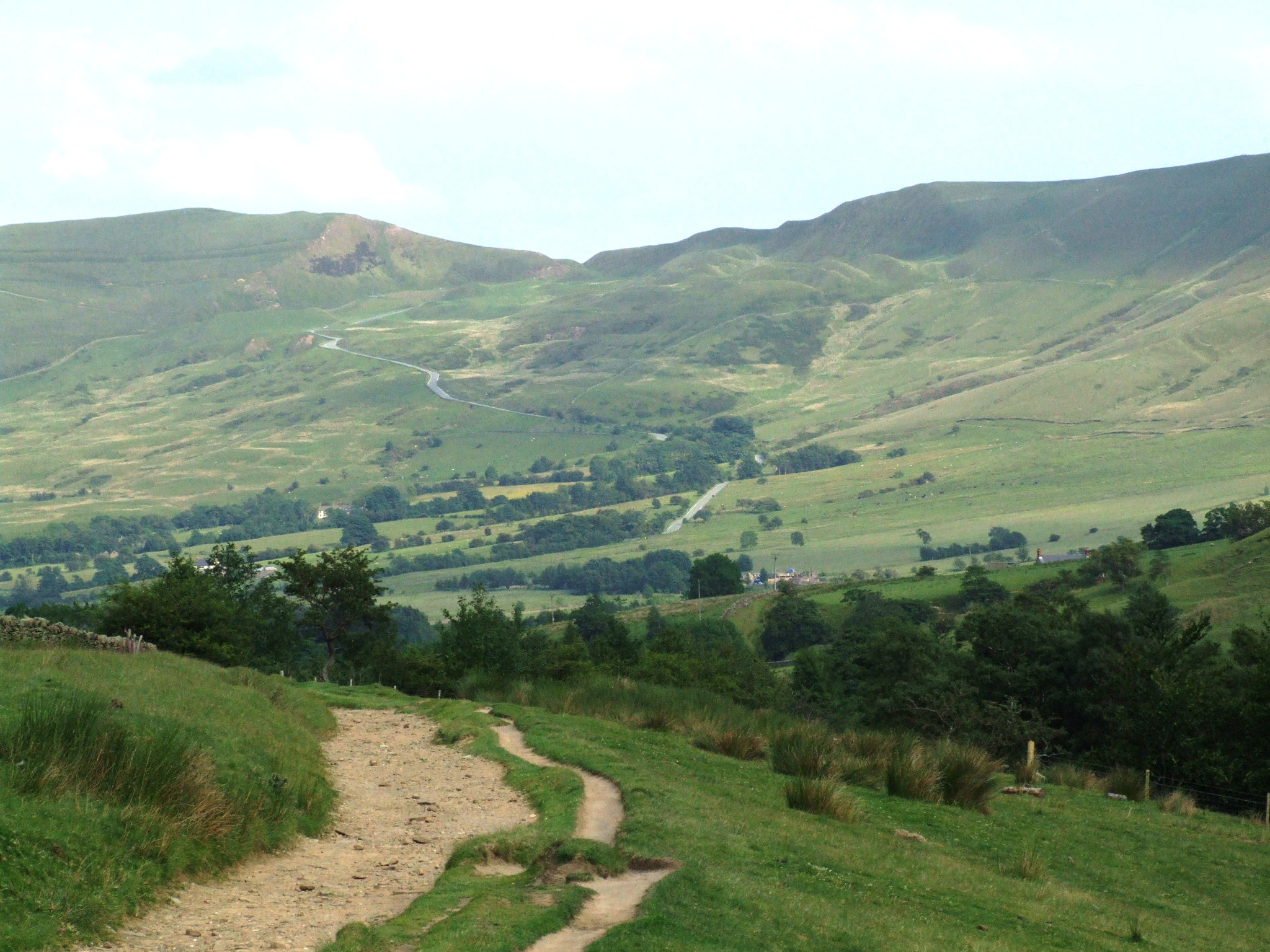
La Foresta di High Peak, una foresta nei pressi di una brughiera
in cui erano presenti delle aree minerarie di proprietà del monarca

I normanni fondarono inoltre l'istituzione delle foreste reali. Al tempo degli anglosassoni, vi erano dei boschi autorizzati alla caccia chiamati "hays", ma i normanni ampliarono questo concetto espandendolo con mandati legali che rimandavano al solo monarca. Le nuove foreste non necessariamente erano aree pesantemente piantumate ma quello che veniva definito era il loro grado di produzione e quindi di rendita per la corona. Le foreste normanne si trovarono soggette ad una particolare giurisdizione regia; la legge delle foreste era "dura ed arbitraria, basata unicamente sulla volontà del sovrano". Le foreste dovevano fornire al sovrano terreni di caccia, materiali grezzi, beni e ovviamente denaro da rendite. Le rendite delle foreste e le multe comminate ai trasgressori delle disposizioni regie divennero estremamente importanti ed il legname da esse derivato andò a costruire castelli e navi per conto del sovrano. Alcune foreste ebbero un ruolo chiave nell'industria mineraria, come nel caso delle miniere di ferro presenti nell'area ella Foresta di Dean o quelle di piombo nella Foresta di High Peak. Molti erano i monasteri che vantavano particolari diritti in particolari foreste, come ad esempio quello di caccia o di abbattimento degli alberi. Le foreste reali vennero accompagnate dalla creazione delle prime riserve di caccia e parchi.

### Commercio, manifattura e villaggi

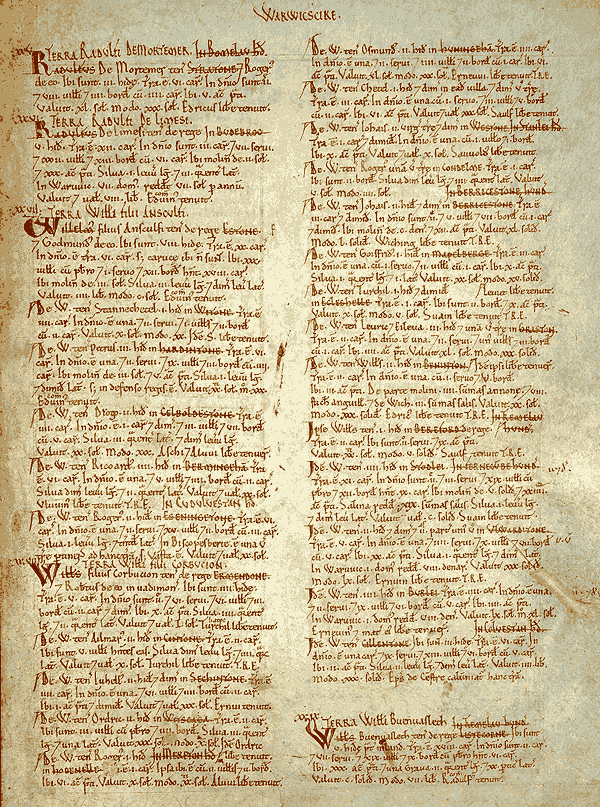
Una pagina del Domesday Book che illustra le condizioni economiche dell'Inghilterra nel 1086

Anche se principalmente rurale, l'Inghilterra disponeva di un gran numero di villaggi e città antiche ed importanti anche sotto l'aspetto economico all'anno 1066. Tra le principali città commerciali dell'epoca figuravano Londra, York, Winchester, Lincoln, Norwich, Ipswich e Thetford. Gran parte del commercio che da qui transitava era rivolto alla Francia, ai Paesi Bassi ed alla Germania, ma i mercanti più a nord si portarono sino in Svezia. Prima dell'invasione, ad ogni modo, il prodotto grezzo più importante, la lana, veniva esportata ancora non lavorata.
Alcune città come York, soffrirono dei saccheggi normanni durante la campagna di Guglielmo a nord. Altre città conobbero la demolizione di molte case a vantaggio di nuove fortificazioni del tipo motte and bailey, come nel caso di Lincoln. L'invasione normanna portò anche dei cambiamenti a livello economico con l'arrivo dei primi ebrei nelle città inglesi. Guglielmo I fece trasferire molti ricchi ebrei da Rouen in Normandia sino a Londra, apparentemente per condurli a servire la corona. Negli anni immediatamente successivi all'invasione, gran parte della ricchezza dell'Inghilterra era già reinvestita in Normandia, rendendo così lo stesso Guglielmo immensamente ricco come monarca individuale.
La coniazione di monete venne decentrata durante il periodo sassone e questa tradizione venne mantenuta anche dai normanni. Ad ogni modo coi normanni si intensificò il controllo dello stato su queste zecche sparse, con particolari monete realizzabili unicamente a Londra. Guglielmo fece realizzare monete di alto valore, coniando tra l'altro il termine di "sterlina" dal nome con cui i normanni chiamavano le monete d'argento.

### Governo e tassazione
Guglielmo I ereditò il sistema anglosassone di tassazione dal quale anche il re traeva dei guadagni: profitti per il riconiaggio delle monete, multe, profitti sulla terra di sua proprietà ed il sistema di tassazione inglese basato sul possesso della terra chiamato geld. Guglielmo ripropose questo sistema rafforzando la raccolta del geld attraverso gli sceriffi ed incrementando le tasse sul commercio. Guglielmo divenne inoltre noto per aver dato il via alla compilazione del Domesday Book nel 1086, un ampio documento nel quale tentò di registrare la condizione economica del suo nuovo regno.

## Crescita altomedievale (1100–1290)
I secoli XII e XIII furono periodi di forte crescita economica per l'Inghilterra. La popolazione crebbe da 1,5 milioni del 1086 a circa 4-5 milioni del 1300, stimolando l'incremento dell'agricoltura e l'esportazione di material grezzi verso l'Europa. In contrasto ai precedenti due secoli, l'Inghilterra si trovava relativamente al sicuro da invasioni esterne. Ad eccezione degli anni dell'Anarchia, gran parte dei conflitti militari ebbero impatti localizzati sull'economia e non furono distruttivi. L'economia inglese rimase conservativa, basandosi sempre più sulle tre categorie sociali presenti: gli ordines, i combattenti o nobiltà, i laboratores, i lavoratori, in particolare i contadini, e gli oratores, quelli che pregavano, i chierici. Il commercio ed i mercanti ebbero un ruolo minore in questo modello e vennero frequentemente esclusi almeno nel primo periodo dal momento che la loro crescita significativa si ebbe sul finire del XIII secolo.

### Agricoltura, pesca e sfruttamento minerario

#### Agricoltura e paesaggio inglesi

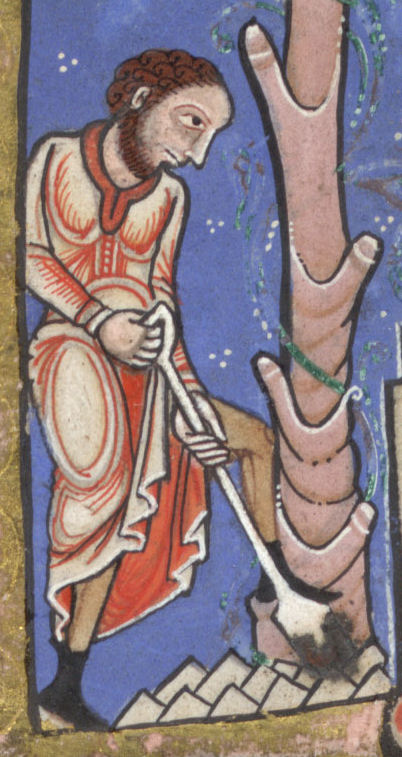
Un servo inglese al lavoro con la vanga, c. 1170

L'agricoltura rimase la base dell'economia inglese tra XII e XIII secolo. L'agricoltura inglese venne pesantemente influenzata dalla geografia locale, con aree molto diversificate ed aree dove addirittura non era possibile coltivare. Nel Weald, ad esempio, l'agricoltura si incentrò sul pascolo e sull'allevamento degli animali, mentre nel Fens la pesca e la caccia agli uccelli di palude era affiancata alla produzione di cesti di vimini ed alla lavorazione della troba. In alcuni luoghi come il Lincolnshire e Droitwich, la manifattura del sale risultò importante, includendo la produzione per il mercato d'esportazione. La pesca divenne un importante commercio lungo le coste inglesi, in particolare a Great Yarmouth ed a Scarborough, ed in particolare le aringhe divennero tra le specie più cacciate; salate sulla costa, venivano poi esportate in Europa. Durante questo periodo ad ogni modo fu presente una certa attività di pirateria. Le pecore erano tra gli animali più allevati di questo periodo in Inghilterra, col numero raddoppiato nel XIV secolo. Le pecore iniziarono sempre più ad essere allevate per la produzione della lana, in particolare al confine col Galles, nel Lincolnshire e nei Pennines. I maiali rimasero una specie popolare per la loro abilità di consumare qualsiasi tipo di cibo. Buoi e cavalli venivano sfruttati regolarmente nelle fattorie. L'allevamento di conigli venne introdotto dalla Francia nel XIII secolo.
La redditività dell'agricoltura inglese rimase bassa, malgrado l'incremento della produzione di cibo. I prezzi del grano fluttuavano pesantemente di anno in anno, a seconda delle colture locali; più di un terzo del grano prodotto in Inghilterra era destinato alla vendita. Malgrado il loro coinvolgimento nel commercio, persino i contadini più ricchi diedero priorità alle spese famigliari per la casa ed il vestiario, lasciando ben poco del prodotto al consumo personale.
Le foreste reali crebbero ulteriormente di estensione nel corso del XII secolo, prima di contrarsi tra XIII e XIV secolo. Enrico I estese l'ampiezza delle foreste reali, in particolare nello Yorkshire; dopo l'Anarchia del 1135–53, Enrico II continuò l'espansione delle foreste sino a quando queste non arrivarono a coprire il 20% dell'intera superficie nazionale. Nel 1217 la Charter of the Forest venne approvata, in parte per mitigare gli eccessi della giurisdizione reale ed in parte per strutturare meglio le punizioni per quanti cacciavano nelle foreste e si servivano del legname delle foreste illegalmente. Dalla fine del secolo il re fece crescenti pressioni perché si riducesse l'estensione delle foreste reali, passando il "Great Perambulation" attorno al 1300; questo ridusse significativamente l'estensione delle foreste, e dal 1334 esse occupavano sol i due terzi di quanto erano nel 1250. Le rendite reali derivate dalle foreste diminuirono considerevolmente nel corso del XIV secolo.

#### Sviluppo del sistema feudale

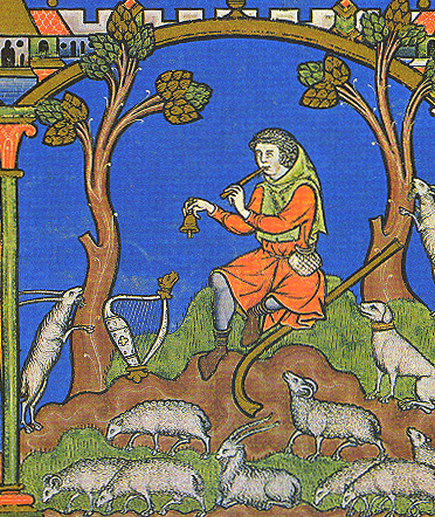
Gruppo di pecore in una miniatura del c. 1250. Esse divennero sempre più importanti nell'allevamento per l'Inghilterra.

I normanni mantennero e rafforzarono il sistema manoriale con la sua divisione tra Pars dominica e pars massaricia nell'ambito dell'agricoltura. I proprietari terrieri godevano della vendita dei beni della terra direttamente da loro amministrata oltre che dei loro diritti feudali.
Durante il XII secolo i principali proprietari terrieri inglesi tendevano ad affittare la loro terra per denaro, motivati in questo dalla staticità dei prezzi e dal caos dell'anarchia scoppiata tra il 1135 ed il 1153. Il prezzo iniziò a cambiare sul finire del secolo, in virtù anche della rinnovata stabilità politica del regno. Nei primi anni di governo di Giovanni d'Inghilterra i prezzi dell'agricoltura erano quasi raddoppiati, incrementando così i potenziali profitti della pars dominica ma anche i costi di vita per gli stessi proprietari. I proprietari tentarono quindi di recuperare per sé la maggior parte della terra affittata, creando un sistema di amministratori ed ufficiali per condurre i loro possedimenti.
Nuove terre vennero portate a coltivazione per venire incontro alla richiesta di cibo crescente, portando ad asciugare paludi come la Romney Marsh, i Somerset Levels ed i Fens, intaccando poi le foreste reali dal XII secolo e successivamente le Marche gallesi. I primi mulini a vento inglesi iniziarono ad apparire lungo le coste sud-orientali del paese nel XII secolo, espandendosi di numero nel XIII secolo quando giunsero anche nei terreni dei manieri interni. Dal 1300 si stima che vi fossero 10.000 mulini in Inghilterra, utilizzati sia per la lavorazione delle granaglie che per la lavorazione della lana e per la tessitura. Vennero creati i primi allevamenti per la pesca di modo da poter disporre di pesce fresco per la nobiltà e per la chiesa; queste aree artificiali erano particolarmente costose da creare e mantenere. Il modo di gestire un terreno venne stigmatizzato nell'opera popolare di Walter di Henley dal titolo Le Dite de Hosebondrie, scritta attorno al 1280.

#### Il ruolo della chiesa nell'agricoltura

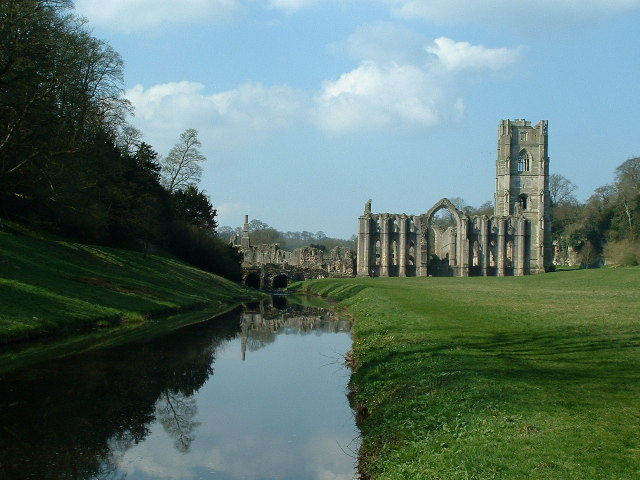
L'Abbazia di Fountains, uno dei nuovi monasteri cistercensi costruiti durante il periodo medievale con le ricchezze derivate da agricoltura e commercio.

La chiesa cattolica in Inghilterra era la maggiore proprietaria terriera per tutto il periodo medievale e giocò un ruolo importante nello sviluppo dell'agricoltura e del commercio rurale nei primi due secoli del dominio normanno. L'ordine cistercense giunse in Inghilterra coi primi insediamenti nel 1128, stabilendo nel giro di pochi anni circa 80 case monastiche; i ricchi agostiniani giunsero a realizzarne circa 150, tutte col supporto dell'agricoltura. Dal XIII secolo questi e altri ordini iniziarono ad acquistare nuove terre e divennero i principali partner economici assieme ai proprietari terrieri, in particolare nell'espansione del commercio della lana. In particolare, i cistercensi portarono allo sviluppo del sistema delle grange. Le grange erano manieri separati dove i campi erano coltivati da ufficiali monastici piuttosto che essere suddivisi o subinfeudati come spesso accadeva ai feudatari, e divennero note per lo sviluppo di nuove tecniche agricole nel periodo. Altrove, diversi monasteri ebbero un impatto significativo sul paesaggio inglese, come ad esempio i monaci di Glastonbury, responsabili del drenaggio dei Somerset Levels per la creazione di nuovi pascoli.
L'ordine dei Templari deteneva estese proprietà in Inghilterra con una rendita di 2200 sterline all'anno della loro caduta. Oltre a numerose proprietà terriere, essi disponevano anche di notevoli proprietà urbane. Dopo la dissoluzione dell'ordine templare in Francia ad opera di Filippo IV, Edoardo II ordinò che le loro proprietà passassero ai cavalieri ospitalieri nel 1313, ma in pratica molte delle loro proprietà vennero acquisite da proprietari locali che gli ospitalieri reclameranno solo venticinque anni dopo riuscendo ad ottenere ben poco.
La chiesa divenne responsabile del sistema della decima, una tassa del 10% su "tutte le produzioni agricole... tutti i prodotti derivati dalla lavorazione... dovuti da schiavi e lavoratori e da tutti i profitti dei mercanti rurali". La decima garantiva dei prodotti che potevano essere venduti per l'acquisto di ulteriori risorse. La decima era particolarmente onerosa per il contadino medio, anche se molti de facto versavano meno del 10% richiesto. Gran parte del clero dal 1300 in poi si spostò nelle grandi città dove 1 cittadino su 20 era appartenente ad un ordine monastico. L'effetto quindi che ebbe la decima fu di trasferire gran parte delle ricchezze ricavate dall'agricoltura della campagna nelle città dove esse venivano spese dal clero urbano. La necessità di vendere i prodotti derivati dalla decima che non potevano tutti essere consumati dal clero locale diede un notevole impulso al commercio.

#### L'espansione dell'attività mineraria

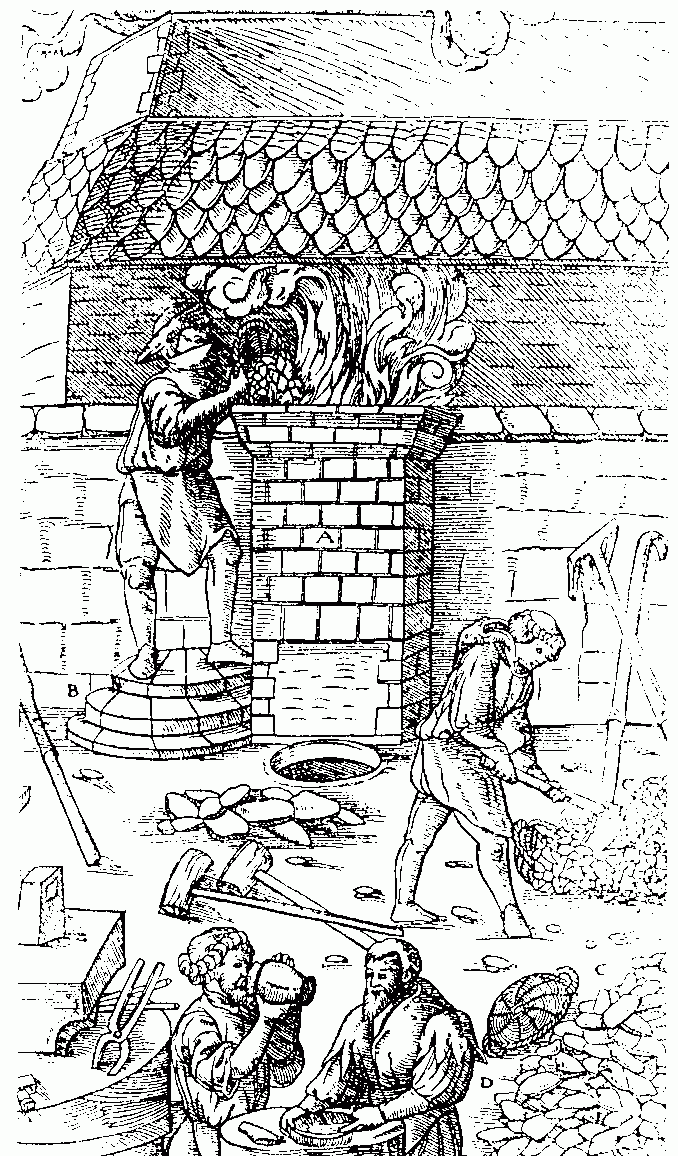
Lavorazione del ferro con l'uso di una fornace di tipo bloomery

L'attività mineraria non ebbe una parte significativa nell'economia inglese nel medioevo, ma a partire dal XII-XIII secolo si assistette ad un incremento della richiesta di metalli nel paese, grazie al considerevole aumento delle costruzioni realizzate ed in particolare delle grandi cattedrali e delle chiese. Quattro erano i metalli estratti e commercializzati in Inghilterra in questo periodo: ferro, stagno, piombo ed argento; il carbone venne estratto a partire dal XIII secolo utilizzando diverse tecniche di raffinazione.
Miniere di ferro si svilupparono in diversi luoghi, tra cui uno dei centri maggiormente produttivi fu la Foresta di Dean, come del resto Durham ed il Weald. Per venire incontro alla richiesta degli inglesi, ferro veniva importato anche dal continente, in particolare nel XIII secolo. Dalla fine del XII secolo, l'antico metodo di estrazione del ferro per miniere superficiali venne soppiantato da tecniche più avanzate tra cui l'escavazione delle prime miniere sotterranee. Il ferro veniva spesso lavorato localmente tramite delle fornaci di tipo bloomery e dal XIV secolo venne per la prima volta lavorato in forge funzionanti ad acqua, di cui la prima venne eretta a Chingley. Queste attività determinarono una diminuzione dei boschi ed il conseguente aumento del prezzo del legno e del carbone.
Un vero e proprio boom dell'argento in Inghilterra avvenne nel 1133 con la scoperta di alcune miniere a Carlisle. Enormi quantità d'argento vennero estratte dalle miniere del Cumberland, Durham e Northumberland (da tre a quattro tonnellate ogni anno), più di dieci volte la produzione annuale dell'intera Europa dell'anno precedente. Il risultato fu un incremento delle finanze statali alla fine del XII secolo. Lo stagno era incentrato in Cornovaglia e nel Devon, sfruttando depositi alluvionali. Esso costituiva un notevole bene d'esportazione, inizialmente in Germania e poi dal XIV secolo anche nei Paesi Bassi. Il piombo era estratto da miniere nello Yorkshire, a Durham ed a nord, come pure nel Devon. Economicamente fragile, il piombo spesso venne soppiantato dalla produzione argentiera più redditizia.

### Commercio, manifattura e città

#### La crescita delle città inglesi

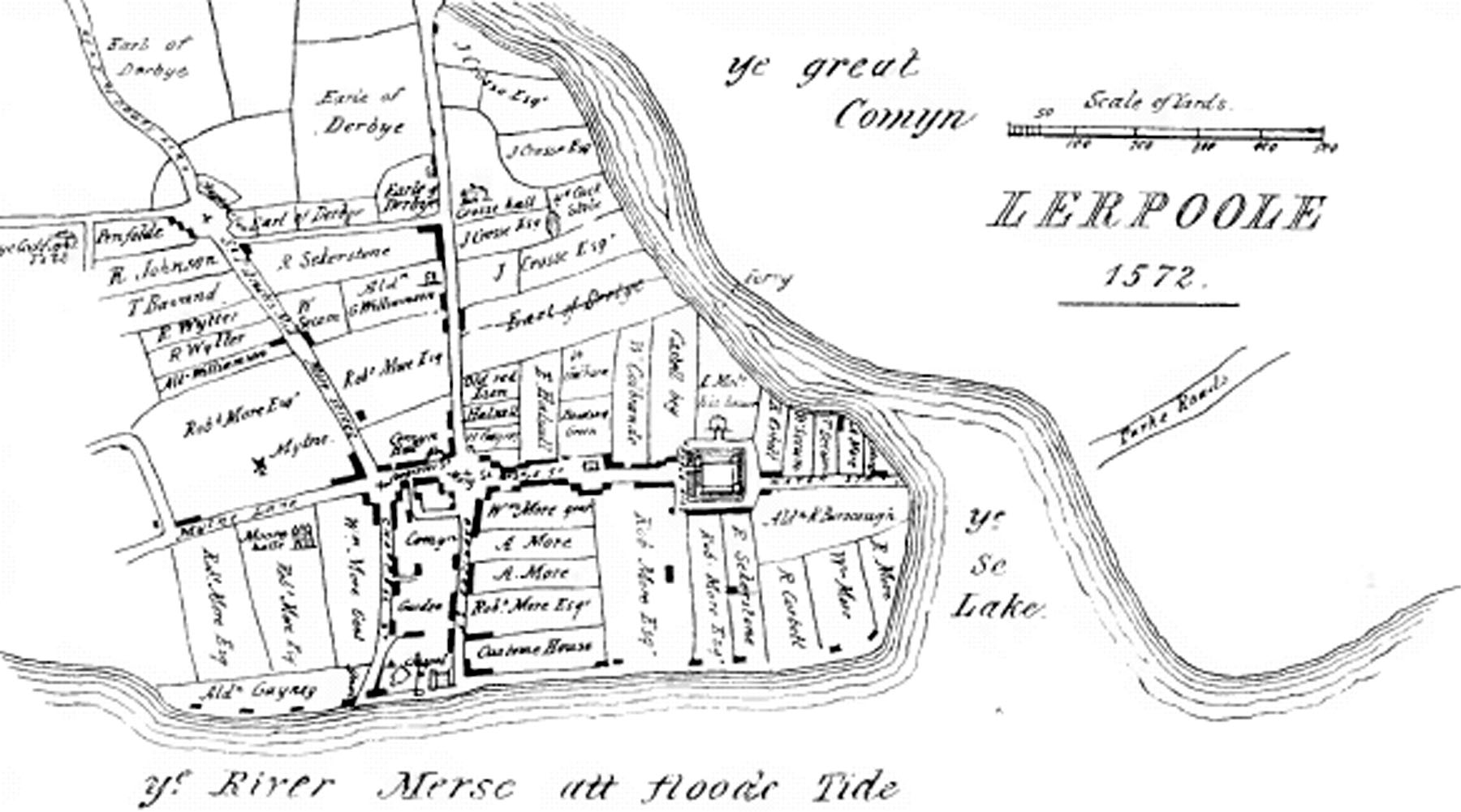
L'antica conformazione della città di Liverpool, una nuova città fatta edificare per ordine di re Giovanni d'Inghilterra nel 1207

Dopo la fine dell'Anarchia, un gran numero di piccoli villaggi sorse in Inghilterra ed iniziò ad espandersi rapidamente. Dal 1297, 120 nuovi villaggi vennero fondati e nel 1350 – con l'espansione ormai cessata - erano in totale 500 nella sola Inghilterra. Molte di queste città vennero pianificate a tavolino: Riccardo I creò Portsmouth, Giovanni fondò Liverpool, ed i successivi monarchi istituirono Harwich, Stony Stratford, Dunstable, Royston, Baldock, Wokingham, Maidenhead e Reigate. Le nuove città erano solitamente collocate con accessi diretti sulle strade principali anziché in posizioni difensive, così da renderle più appetibili ai commercianti. Aumentò così anche la popolazione urbana che passò dal 5,5 % del 1086 a più del 10% del 1377.
Londra ricoprì in tutto questo un ruolo ancora una volta fondamentale. La nobiltà acquistava e consumava molti beni di lusso nella capitale e pertanto sin dalla fine del XII secolo al mercato di Londra era spesso possibile trovare anche prodotti esotici come spezie, incenso, olio di palma, gemme, seta, pelli e armi di produzione straniera. Londra era inoltre un importante centro industriale con moltissime forge che oltre ad armi ed a strumenti di lavoro, producevano decorazioni in ferro e persino i primi orologi. La lavorazione del peltro, utilizzando piombo e stagno, comparve proprio a Londra nel medesimo periodo. Le città più grandi godevano di una fitta rete commerciale: Coventry, ad esempio, aveva al proprio interno più di 300 diversi professionisti, mentre città più piccole come Durham ne avevano 60. La crescente ricchezza della nobiltà e della chiesa si rifletté nella costruzione di cattedrali e di altre costruzioni prestigiose nelle città più grandi.
I trasporti su terra rimasero più dispendiosi di quelli su acqua. Molte erano le città tra cui York, Exeter e Lincoln ad essere collegate al mare tramite fiumi navigabili e quindi a disporre di porti commerciali, come pure Bristol ed il suo porto divennero la potenza dominante per il commercio di vino con la Guascogna nel XIII secolo, anche se la costruzione di navi rimase comunque su scala modesta ed economicamente ininfluente in Inghilterra. I trasporti rimasero estremamente costosi se comparati ad altri prodotti. Dal XIII secolo, gruppi di carrettieri esistevano a Londra per spedire e commerciare merci altrove. Essi utilizzavano le principali vie di comunicazione dell'epoca che attraversavano l'intero territorio dell'Inghilterra: Ermine Street, Fosse Way, Icknield Street e Watling Street. Durante il XII secolo vennero costruiti molti ponti per migliorare il commercio su strada.
Nel XIII secolo, l'Inghilterra ancora commerciava primariamente materiale grezzo per l'Europa piuttosto che raffinarlo in loco. Vi erano alcune eccezioni come ad esempio le vesti prodotte a Stamford ed a Lincoln (quest'ultima città sviluppò una particolare tinta rossa chiamata appunto "Lincoln Scarlet").

#### L'espansione della monetazione

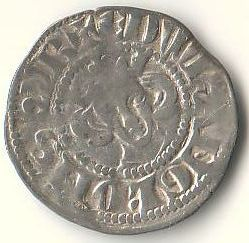
Un penny d'argento di Edoardo I coniato a Lincoln. Edoardo incrementò i controlli sulle zecche avviate da Enrico II creando la figura del Maestro di zecca.

Vi fu una graduale riduzione del numero dei luoghi ove era possibile produrre monete in Inghilterra; sotto Enrico II solo 30 borghi avevano ottenuto questa possibilità, ma la loro crescita era continuata nel corso del XIII secolo. Col regno di Edoardo I vennero abilitate solo nove zecche al di fuori di Londra ed il re creò la figura di un nuovo ufficiale, il Maestro di zecca, per sovrintendere alle trenta fornaci operanti allo scopo nella sola Londra e per far fronte alla richiesta di denaro crescente. La circolazione del denaro aumentò considerevolmente; prima dell'invasione normanna si calcola circolassero 50.000 sterline in monete, mentre al 1311 esse avevano raggiunto il milione. Lo sviluppo di una più ampia monetazione consentì quindi all'Inghilterra di agevolare anche il proprio commercio oltremare.

#### La crescita delle gilde
Le prime gilde inglesi nacquero nel XII secolo. Queste gilde erano delle associazioni di artigiani che sovrintendevano localmente a "prezzi, manodopera, gestione dei propri lavoratori e soppressione di male pratiche". Tra le prime gilde ad essersi sviluppate contiamo la "gilda dei mercanti" che gestiva i mercati locali nelle città e rappresentava la comunità mercantile nelle discussioni con la Corona. La "gilda degli artigiani" si sviluppò poco dopo per rappresentare specifici commercianti. Dal 1130 le principali gilde erano quelle dei tessitori e dei follatori. Nei decenni successivi si svilupparono molte altre gilde, venendo sempre più coinvolte nella gestione della politica locale e nazionale.
La presenza di gilde richiedeva un mercato relativamente stabile. Dal XIV secolo queste condizioni divennero sempre più rare e pertanto anche il sistema delle gilde entrò in crisi in Inghilterra. Le prime a collassare furono quelle di Londra - più coinvolte nelle attività di commercio in tutto il paese - dove aumentarono le disparità tra artigiani ricchi ed artigiani poveri. Come risultato, sotto Edoardo III molte gilde vennero chiuse.

#### Mercanti e lo sviluppo delle fiere

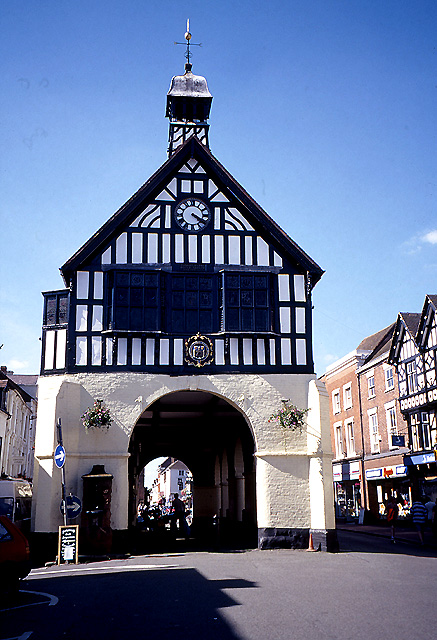
Il mercato di Bridgnorth, uno dei principali mercati inglesi che garantì il diritto di fiera periodico, in questo caso annuale nella festa della Traslazione di San Leonardo.

Il periodo vide anche lo sviluppo delle prime fiere in Inghilterra che raggiunsero il loro culmine nel XIII secolo. Dal XII secolo in poi, molte città inglesi acquisirono il diritto dalla corona di tenere fiere annualmente, spesso per due o tre giorni. La pratica continuò a diffondersi nel secolo successivo quando si raggiunsero le 2200 fiere annue. Le fiere crebbero in popolarità anche nel mercato internazionale ed in quello della lana che ancora una volta rappresentava un punto importante per l'economia inglese: le fiere consentivano infatti ai mercanti inglesi di ricevere visite di mercanti dall'estero e stilare contratti internazionali. Nel contempo, i ricchi magnati del consumismo iniziarono ad utilizzare le fiere come luogo dove acquistare spezie, cera, pesce in conserva e vesti intessute all'estero, bypassando ancora una volta Londra che non era più sentita come il solo centro nevralgico del commercio internazionale nel paese.
Le fiere erano equamente distribuite nel corso dell'anno: a Stamford in Quaresima, a St Ives a Pasqua, a Boston in luglio, a Winchester in settembre ed a Northampton a novembre. Sebbene non famose come le fiere dello Champagne in Francia, queste grandi fiere inglesi erano comunque eventi commerciali di importanza notevole nel panorama economico europeo: la fiera di St Ives, ad esempio, attirava mercanti dalle Fiandre, dal Brabante, dalla Norvegia, dalla Germania e dalla Francia per almeno quattro settimane ogni anno.
La struttura delle fiere si rifletteva nell'importanza dei mercanti provenienti dall'estero in quanto al 1273 i due terzi del commercio laniero internazionale era controllato da mercanti inglesi. Tra il 1280 ed il 1320 il commercio venne dominato essenzialmente da mercanti italiani, ma col XIV secolo iniziarono a farsi avanti anche mercanti tedeschi. I tedeschi istituirono una associazione di liberi mercanti a Londra chiamata "Hanse of Steelyard" – che poi gettò le basi per la Lega anseatica – ed il ruolo venne confermato dalla Great Charter del 1303, che li esentava dal pagamento di dazi mercantili. In risposta a questa vi fu la creazione della Compagnia base, un gruppo di mercanti inglesi stabilitisi a Calais nel 1314 con assenso regio che ottennero il monopolio della vendita della lana in Europa.

#### Il contributo degli ebrei all'economia inglese

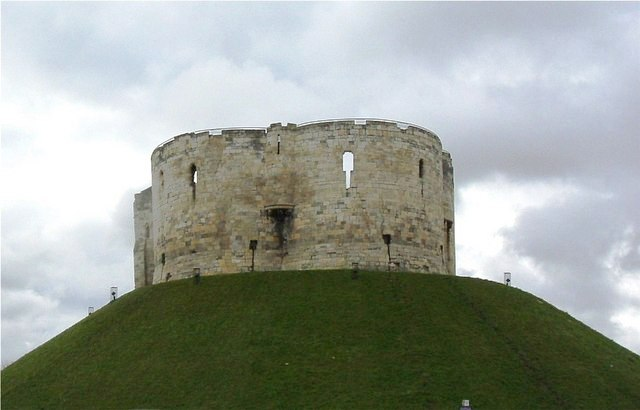
La Clifford's Tower del Castello di York, uno dei maggiori centri di attività economica degli ebrei in Inghilterra ed il sito dei primi pogrom ebraici dal 1190

La comunità ebraica in Inghilterra continuò ad essere fondamentale con le attività bancarie che per i cristiani erano stati banditi con le leggi sull'usura, e crebbe ancora di più nel XII secolo quando nuovi immigranti ebraici vennero da Rouen. Le nuove comunità in Inghilterra si insediarono a Londra ed in altre 11 città principali, in particolare in quelle principali per il commercio e quelle che ospitavano una zecca. Dall'epoca dell'Anarchia e col regno di Stefano I le comunità ebraiche inglesi prestarono denaro anche alla Corona.
Sotto Enrico II, la comunità finanziaria ebraica divenne ancora più ricca. Tutte le maggiori città inglesi avevano un proprio centro ebraico e persino città più piccole come ad esempio Windsor erano visitate da mercanti ebraici. Enrico II utilizzò queste comunità come "strumento per la raccolta del denaro per la Corona", e le pose sotto la protezione del monarca. La comunità ebraica a York provvide i fondi necessari ai cistercensi per l'acquisizione della terra e prosperò considerevolmente. Alcuni mercanti ebrei divennero particolarmente ricchi come ad esempio Aaron di Lincoln che divenne anche noto alle cronache dell'epoca.
Dalla fine del regno di Enrico il re cessò questa protezione nei confronti delle comunità ebraiche, ma anzi si rivolse a loro con aggressività, tasse e multe. Una violenza antisemita scoppiò all'epoca di Riccardo I. Dopo il massacro della comunità di York, nella quale numerosi registri commerciali andarono irrimediabilmente distrutti, sette città richiesero la ghettizzazione degli ebrei e lo stato provvide all'istituzione dello Scacchiere degli ebrei. Dopo l'inizio cauto del regno di Giovanni, il re iniziò ad estorcere denaro alle comunità ebraiche inglesi, imprigionandone i membri più ricchi tra cui Isaac di Norwich, liberandolo solo dietro pagamento di una pesante multa. Nel corso della Prima guerra dei baroni del 1215–17, gli ebrei furono soggetti ad ulteriori attacchi antisemiti. Enrico III restaurò parzialmente l'ordine. Le comunità ebraiche ad ogni modo erano uscite da questo tormentato periodo più impoverite e vennero infine espulse dall'Inghilterra nel 1290 da Edoardo I che li rimpiazzò con mercanti stranieri.

### Governo e tassazione

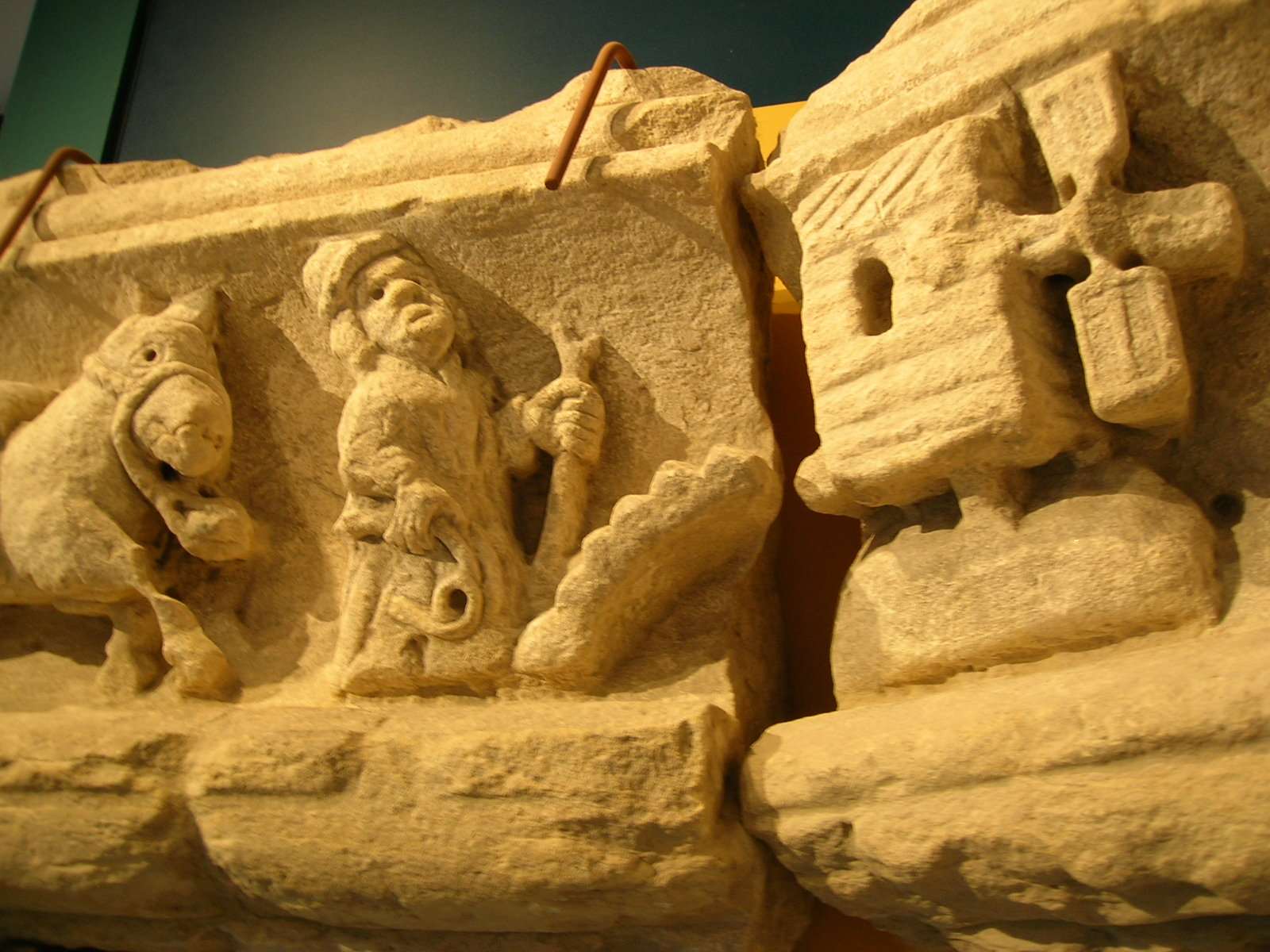
Un altorilievo medievale dell'Abbazia di Rievaulx che mostra uno dei molti mulini a vento fondati in Inghilterra nel XIII secolo

Durante il XII secolo i re normanni tentarono di formalizzare il sistema feudale. Dopo l'invasione i sovrani cercarono di mantenere il sistema di governo della terra e tassazione istituito dagli anglosassoni, anche se queste risorse si dimostrarono insufficienti a mantenere certe spese militari, in particolare quelle basate su forze di mercenari. Si rese quindi necessario dare addito ad un nuovo sistema feudale sul modello di quello francese, e cioè con la possibilità di subinfeudazioni se necessario; altro sistema era quello dello scutagium, nel quale il servizio militare dei feudatari poteva essere tramutato in una somma da pagare al sovrano in sostituzione. La tassazione rimaneva in vigore anche se era poco redditizia anche a causa delle molte esenzioni concesse. Altri re crearono tasse sulla terra come il tallage ed il carucage che divennero nel tempo così impopolari da venire addirittura condannate dalla Magna Carta del 1215. Come parte della formalizzazione delle finanze regie, Enrico I creò la figura del Cancelliere dello Scacchiere, incaricato di mantenere conto delle finanze del re.
A metà del XIII secolo, ad ogni modo, le rendite del sovrano si dimostravano ancora insufficienti a sostenere le spese del regno e per questo si passò da un sistema terricolo ad una tassazione fatta di una mistura di tasse dirette ed indirette. Nel contempo, Enrico III dovette introdurre la pratica della consultazione coi nobili sulle tasse, portando così allo sviluppo del Parlamento d'Inghilterra. Nel 1275, ile "Great and Ancient Custom" iniziò a tassare i prodotti di lana e la Great Charter del 1303 impose ulteriori tassazioni per i mercanti inglesi con la poundage tax introdotta nel 1347. Nel 1340, questo sistema di tassazione venne infine abolito da Edoardo III per la sua impopolarità.
Nelle città inglesi il burgage per le proprietà urbane venne stabilito proprio nel periodo medievale, e si basava sul concetto che coloro che affittavano case dovessero pagare una tassa come per un lavoro svolto. Ulteriori sviluppi della tassazione locale poterono in questo periodo essere considerate il murage per il mantenimento e la costruzione delle mura cittadine, il pavage per le strade ed il pontage per i ponti. Combinata con la lex mercatoria, un insieme di codici che governavano il commercio, queste tasse contribuirono a sviluppare anche le città.
Il XII secolo vide anche il tentativo di limitare i diritti dei contadini lavoratori non liberi. Questo processo venne ufficialmente stabilito anche dalla Magna Carta che esplicitamente autorizzava i proprietari feudali a proporre casi di legge concernenti il lavoro feudale dei contadini e le multe da comminare agli stessi in caso di trasgressione nelle cosiddette corti manoriali. Queste relazioni di classe tra signori e contadini portarono a complesse implicazioni economiche. I lavoratori si lamentavano della loro condizione, ma continuare a godere dell'accesso alla terra agricola era fondamentale per la loro stessa sopravvivenza. Nei rari casi in cui ai contadini veniva offerta la libertà ma senza alcuna terra da lavorare e la servitù su terre dei padroni locali, non tutti scelsero la libertà, ma anzi alcuni chiesero ed ottennero di rimanere a prestare il loro servizio dove avevano sempre lavorato. I signori locali beneficiarono largamente ed economicamente del loro controllo sulle corti manoriali che consentivano loro di dominare la terra di cui erano proprietari per concessione del re. Vi erano come in ogni sistema feudale delle corvée che dovevano essere annualmente corrisposte ai signori locali, che talvolta potevano concedere la possibilità di un pagamento alternativo in denaro.

## La crisi meso-medievale – la Grande Carestia e la Peste nera (1290–1350)

### La Grande Carestia
La Grande carestia del 1315 iniziò ad acuire le crisi dell'economia agraria inglese. La carestia si manifestò inizialmente con una serie di raccolti fallimentari nel 1315, 1316 e 1321, combinati con lo scoppio di una moria di bestiame, una malattia che colpì pecore e buoi nel 1319–21 ed un fatale ergotismo, un fungo che intaccò le riserve di grano. Molte furono le persone a morire di fame ed i contadini si videro costretti a cibarsi di cavalli, cani e gatti come pure a darsi al cannibalismo, anche se questi dati sono spesso stati considerati come delle esagerazioni. Pecore e bestiame scesero della metà del loro numero, riducendo la disponibilità di lana e carne, con conseguente raddoppio dei prezzi del cibo ed in particolare del prezzo del grano.
Vari fattori esacerbarono la crisi. La crescita economica era già entrata in declino da quando la popolazione rurale inglese si era trovata in condizioni di notevole stress economico dal non avere sufficiente terra da lavorare e quindi mezzi per mantenersi. Lo stesso suolo si era reso esausto per uno sfruttamento di tipo intensivo che aveva richiesto nuova terra che però continuava ad essere rovinata e resa sempre meno produttiva. Acque malsane ebbero un ruolo importante anche nel disastro; nel 1315–16 e nel 1318 una serie di piogge torrenziali ed un inverno incredibilmente rigido avevano contribuito a peggiorare la situazione delle colture e la conservazione delle granaglie nei granai. L'inizio poi della guerra con la Francia nel 1337 peggiorò ulteriormente la situazione economica del paese. La Grande Carestia lasciò la popolazione profondamente provata, ma come dissero alcuni storici "non piegata del tutto".

### La peste nera

La peste nera raggiunse l'Inghilterra nel 1348 dall'Europa dove si era inizialmente sviluppata.

La prima epidemia di peste nera scoppiò in Inghilterra nel 1348, ripresentandosi in ondate tra il 1360–62, 1368–69, 1375 e più sporadicamente anche successivamente. L'impatto economico più immediato fu la perdita di vite umane che fu quasi del 27% nelle classi alte ed il 40–70% tra i contadini. Per le perdite di popolazione così alte, molti furono gli insediamenti abbandonati nel corso dell'epidemia. Le autorità medievali fecero del loro meglio per rispondere all'emergenza, ma il danno economico fu immenso. Le costruzioni cessarono e molte operazioni minerarie si fermarono. In breve gli sforzi compiuti ad ogni modo vennero vanificati dalla presenza ancora degli strascichi della carestia che aveva colpito il paese negli anni precedenti. In contrasto alla rapida crescita dei secoli precedenti, la popolazione inglese non si riprese per più di un secolo. La crisi colpì drammaticamente l'agricoltura inglese.

## La ripresa economica tardo-medievale (1350–1509)
Gli eventi di crisi tra il 1290 ed il 1348 e le successive epidemie produssero molti cambiamenti nell'economia inglese. Nei decenni successivi al disastro, la peste nera combinata alla Guerra dei Cent'anni portò alla Rivolta dei contadini del 1381. Anche se la rivolta venne soppressa, essa contribuì a minare molte delle antiche convinzioni feudali e dei suoi costumi e la campagna iniziò ad essere dominata da fattorie autonome, talvolta di proprietà da una nuova e più snella aristocrazia. L'economia agricola inglese rimase in depressione per tutto il XV secolo; la crescita venne invece implementata dal commercio e dalla manifattura della lana e degli abiti. Le conseguenze economiche di questa variazione furono diverse da regione a regione, ma generalmente Londra, il sud e l'ovest del paese prosperarono a spese di altre aree inglesi. Il ruolo dei mercanti e del commercio venne sempre più visto come importante nel paese anche col diffondersi in Inghilterra degli ideali dell'umanesimo rinascimentale.

### Governo e tassazione

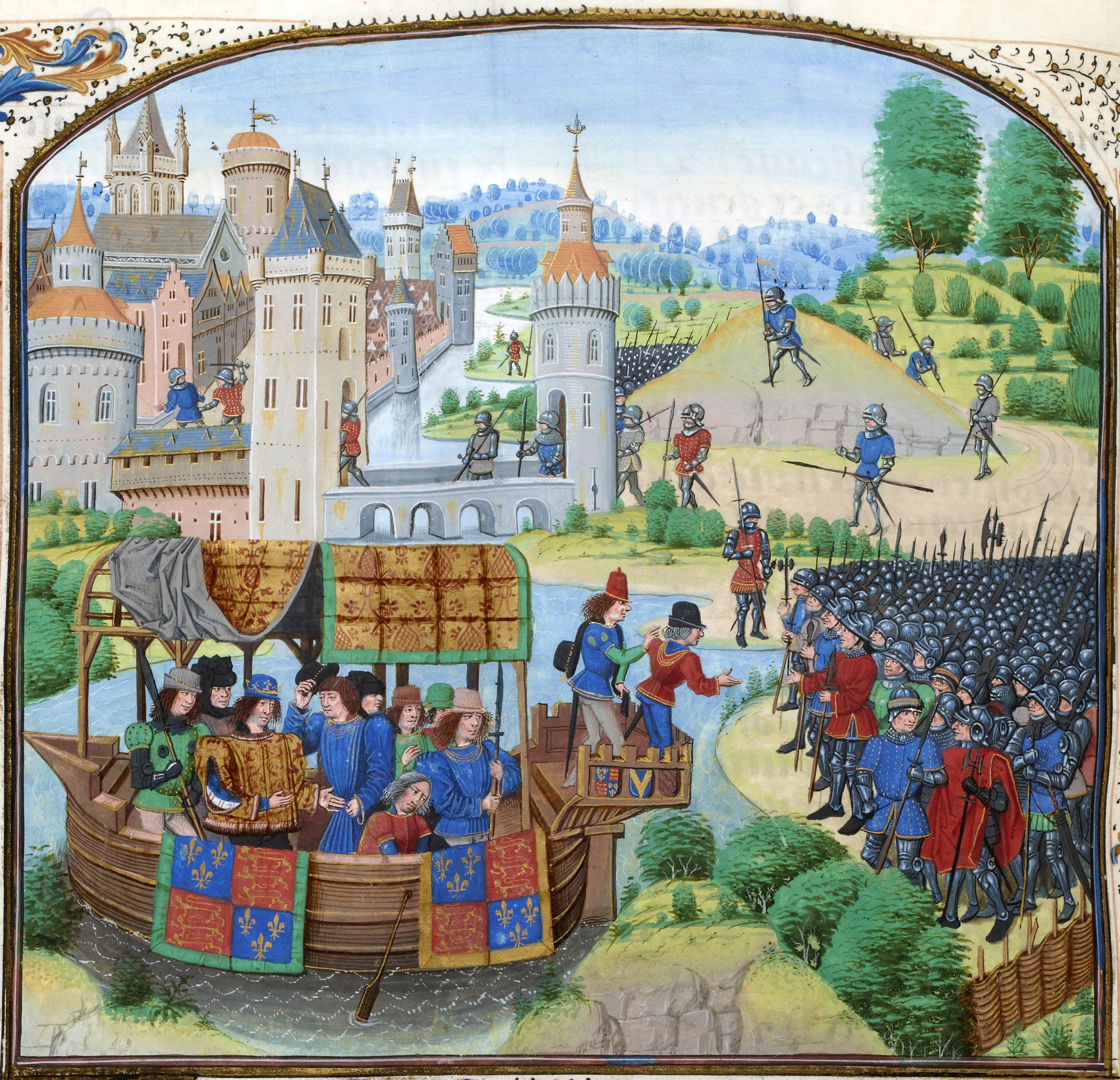
Riccardo II incontrò i ribelli che chiedevano riforme politiche ed economiche nel corso della Rivolta dei contadini del 1381.

Già prima dello scoppio del primo focolaio di peste nera, vi furono degli sforzi da parte delle autorità per calmierare i prezzi e calmare i lavoratori con le Ordinance of Labourers del 1349 e lo Statute of Labourers del 1351. I tentativi di regolare l'economia continuarono ma i prezzi seguitarono a salire e nel 1363 il parlamento si vide costretto a centralizzare la regolazione delle produzioni e del commercio. Molti proprietari locali cercarono di far valere i loro antichi diritti sulla terra che amministravano adducendo come prova il Domesday Book alla base dei loro reclami. Il governamento varò quindi nel 1363 le sumptuary laws. Queste leggi impedirono alle classi più basse di consumare certi prodotti o di vestire abiti di classi privilegiate, ripartendo così il consumo dei beni nelle classi della popolazione.
Gli anni '70 del Trecento videro anche il governo affrontare numerose difficoltà nel sostentamento della guerra contro la Francia. L'impatto della Guerra dei Cent'anni sull'economia inglese è ancora oggi discusso: da un lato si ritiene che l'alta tassazione richiesta per pagare il conflitto dilapidò l'economia inglese, mentre sull'altro fronte altri storici hanno sottolineato come la guerra in realtà avesse avuto un impatto più modesto sull'economia globale inglese dell'epoca. Il governo inglese, questo è certo, ebbe delle difficoltà a pagare il proprio esercito e dal 1377 si risolse a chiedere per la prima volta una tassazione "a testa" e cioè riguardante tutte le classi della società.

#### La rivolta dei contadini del 1381
Uno dei risultati delle tensioni economiche e politiche dell'epoca fu la Rivolta dei contadini del 1381 nella quale lo scontento popolare fece sì che centinaia di contadini ribelli invadessero Londra. I ribelli avevano diverse richieste, tra cui la fine dell'istituzione feudale della servitù ed un tetto sulle rendite rurali. L'improvvisa violenza colse le classi politiche di sorpresa e la rivolta non venne repressa sino all'autunno di quello stesso anno; più di 7000 ribelli vennero giustiziati in seguito. Il parlamento, ad ogni modo, ritirò la tassa "a testa" e si focalizzò invece su un sistema di tasse indirette incentrato sul commercio con l'estero, facendo derivare l'80% delle tasse del regno dall'esportazione della lana. Il parlamento seguitò a raccogliere tasse dirette sino al 1422 anche se queste vennero significativamente ridotte. Malgrado queste soluzioni non mancarono altre rivolte anche nel tardo medioevo che interessarono nuovamente i livelli di tassazione come la Ribellione dello Yorkshire del 1489 e la Cornish Rebellion del 1497 durante il regno di Enrico VII.

### Agricoltura, pesca ed estrazioni minerarie

#### Il collasso del dominio e la creazione del sistema di fattorie

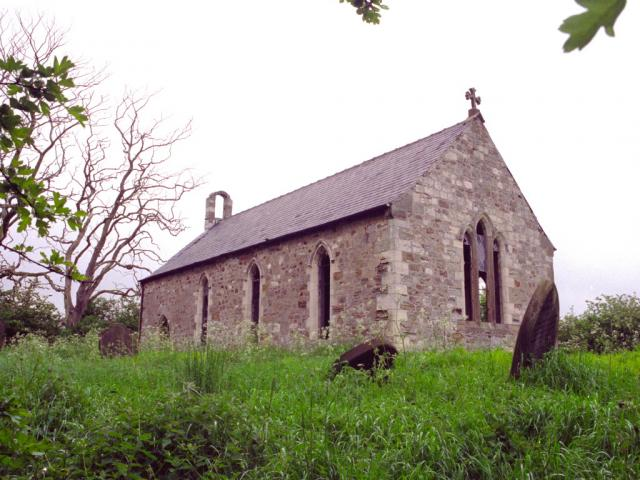
Le rovine della chiesa del villaggio abbandonato di Embleton, nella Contea di Durham, uno dei 1500 villaggi medievali abbandonati dopo la crisi agricola del XIV secolo.

Il settore agricolo dell'economia inglese, ancora il principale nell'economia nazionale, venne trasformato drasticamente dalla peste nera. Con la mancanza di manodopera dopo la peste, i salari si incrementarono e continuarono a crescere durante tutto il XV secolo. Con il loro incremento, le condizioni di vita dei lavoratori incrementarono anch'esse. Molti lavoratori poterono rimpiazzare il pane con molta più carne che in passato. Ad ogni modo, la popolazione dell'Inghilterra richiedeva ora meno cibo di quanto effettivamente l'agricoltura ne producesse. La posizione dei grandi proprietari terrieri divenne sempre più insostenibile. Le rendite derivate dalla pars dominica dei loro feudi erano diminuite dal momento che la domanda continuava a rimanere bassa ed i costi incrementavano e molti di loro non riuscivano più a far valere i loro antichi diritti dopo le riforme prese a seguito della rivolta contadina del 1381.
I nobili e la chiesa risposero a questo problema in differenti maniere, ma prevalentemente investirono meno nell'agricoltura e nella terra, concentrandosi nella produzione di altri prodotti. In alcuni casi interi insediamenti vennero abbandonati e circa 1500 villaggi vennero persi durante questo periodo. I proprietari terrieri si videro costretti ad abbandonare la pratica del dominio sulle loro terre (datato al XII secolo) e si dedicarono invece nella gestione della terra per fattorie, dividendo i loro possedimenti in grandi blocchi di terra con rendite fisse. Così fecero molte chiese e parrocchie che preferirono affittare queste terre in cambio di una rendita fissa, rinunciando allo scambio in beni commestibili o rivendibili. Questo processo venne incoraggiato proprio dalla chiesa con la pratica delle decime. La ripartizione della terra rimase ad ogni modo diseguale: il 20% della terra era nelle mani della nobiltà inglese, la chiesa e la corona ne possedevano il 33% e la gentry (nobiltà di campagna) il 25% mentre il restante era nelle mani dei contadini. L'agricoltura stessa continuò a innovarsi e la perdita di molti animali da soma impiegati nei campi spinse nel XIV ad un uso maggiore dei cavalli per arare.

#### Foreste, pesca e miniere

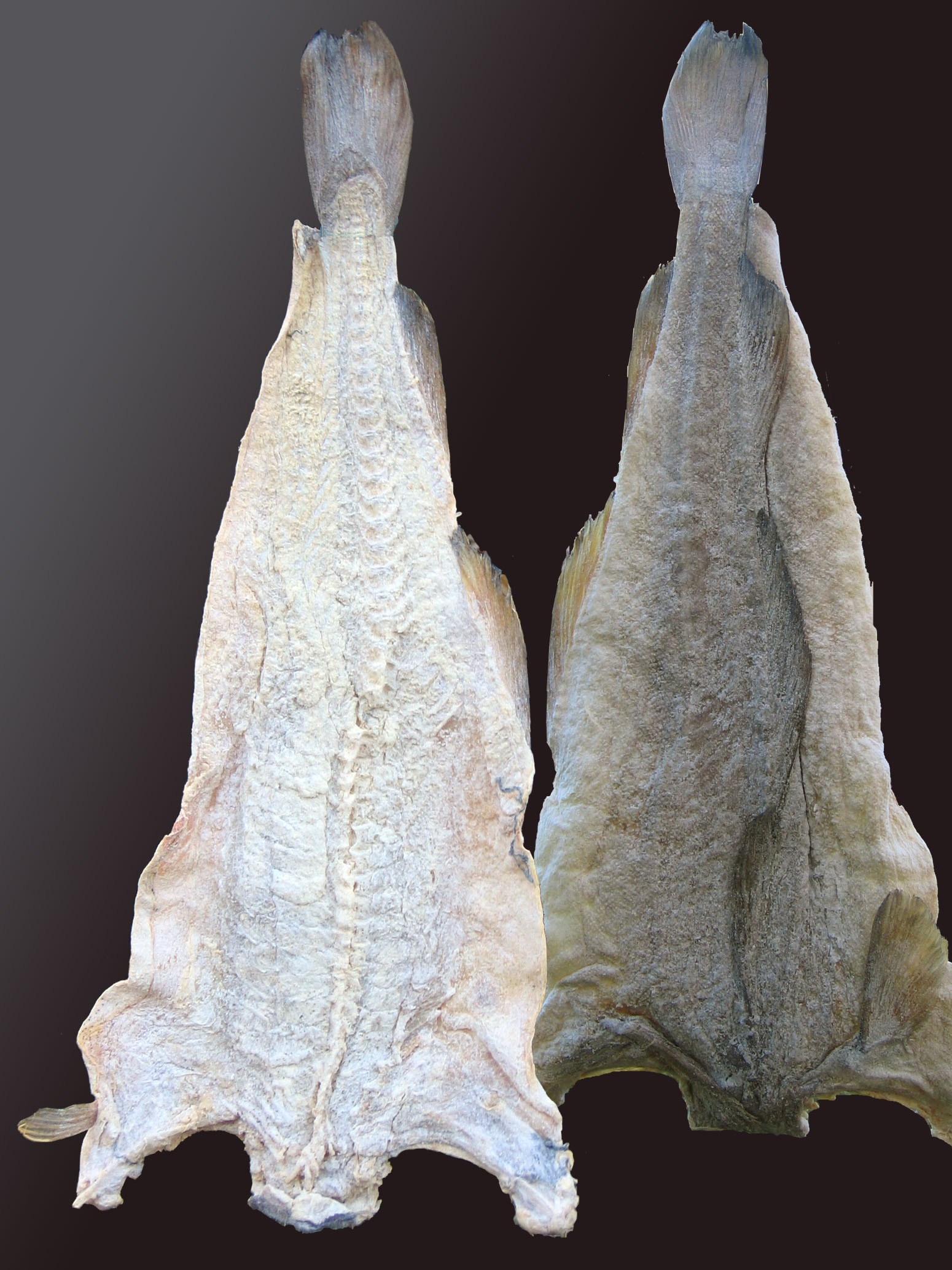
Il prestigioso merluzzo salato iniziò a rimpiazzare l'aringa come principale fonte di pesca in Inghilterra dal XV secolo, ma richiese metodi di pesca da fondo.

Le foreste reali continuavano nel frattempo a diminuire in grandezza ed il declino della loro importanza economica era avvenuto proprio negli anni della peste nera dove la necessità aveva avuto il sopravvento alle leggi. Nuove leggi iniziarono ad essere prodotte sulle foreste reali attorno al 1348 e nuovamente nel 1381, anche se ormai molte di queste avevano perso il loro significato di tutela originario. Per contrasto, l'industria peschiera inglese continuò a crescere e nel XV secolo nei porti inglesi si potevano contare un centinaio di pescherecci, operanti nei porti chiave del paese. L'aringa rimase il pesce chiave nella pesca inglese, anche se in molti iniziarono a concentrarsi sulla pesca del più pregiato merluzzo e di altri pesci che però era possibile trovare non lungo le coste, ma nelle acque islandesi. Malgrado le difficoltà nella pesca, la produzione del sale diminuì in Inghilterra nel corso del XV secolo in competizione coi produttori francesi del medesimo bene. Declinò pure l'uso di allevamenti di pesce da parte dei privati in quanto sia la nobiltà che la gentry preferì acquistare il pesce nelle pescherie presso i fiumi locali.
L'estrazione mineraria proseguì tutto sommato bene alla fine del periodo medievale, aiutata in questo dall'industria per la produzione di oggetti di lusso. La produzione di stagno diminuì leggermente con la peste nera, mentre il piombo raddoppiò di prezzo. L'esportazione di stagno collassò catastroficamente, ma si riprese dopo alcuni anni. Dalla fine del XV secolo, i depositi alluvionali in Cornovaglia e nel Devon iniziarono a declinare. Incrementò invece la cavatura del piombo che raddoppiò dal 1300 al 1500. Il carbone divenne meno costoso ancora una volta dopo la peste nera. La produzione di ferro continuò ad incrementare; la Weald nell'Inghilterra sud-orientale iniziò a sfruttare la forza dell'acqua e riconfermò la Foresta di Dean come principale centro di estrazione dell'Inghilterra anche nel XV secolo. Il primo altoforno in Inghilterra venne creato nel 1496 a Newbridge nel Weald.

### Commercio, manifatture e città

#### Diminuzione delle città
La percentuale della popolazione che viveva nelle città continuò a crescere in termini relativi anche se in termini assoluti essa diminuì a causa della peste nera, in particolare nella parte ad est. L'importanza dei porti inglesi ad est iniziò a declinare dal momento che il commercio verso Londra ed il sud-ovest aveva iniziato a prendere piede significativamente. La crescita di un sistema elaborato di strade portò alla costruzione di una trentina di ponti lungo i fiumi locali. Ad ogni modo, rimase sempre più economico muoversi via acqua e di conseguenza le segherie londinesi sfruttavano barche per inviare legname verso le regioni baltiche, come pure la pietra da Caen veniva portata lungo il Canale della Manica verso l'Inghilterra del sud. Venne così incrementata la costruzione di barche che divenne uno dei più grandi investimenti della fine dell'epoca medievale inglese.

#### La nascita del commercio di vestiti

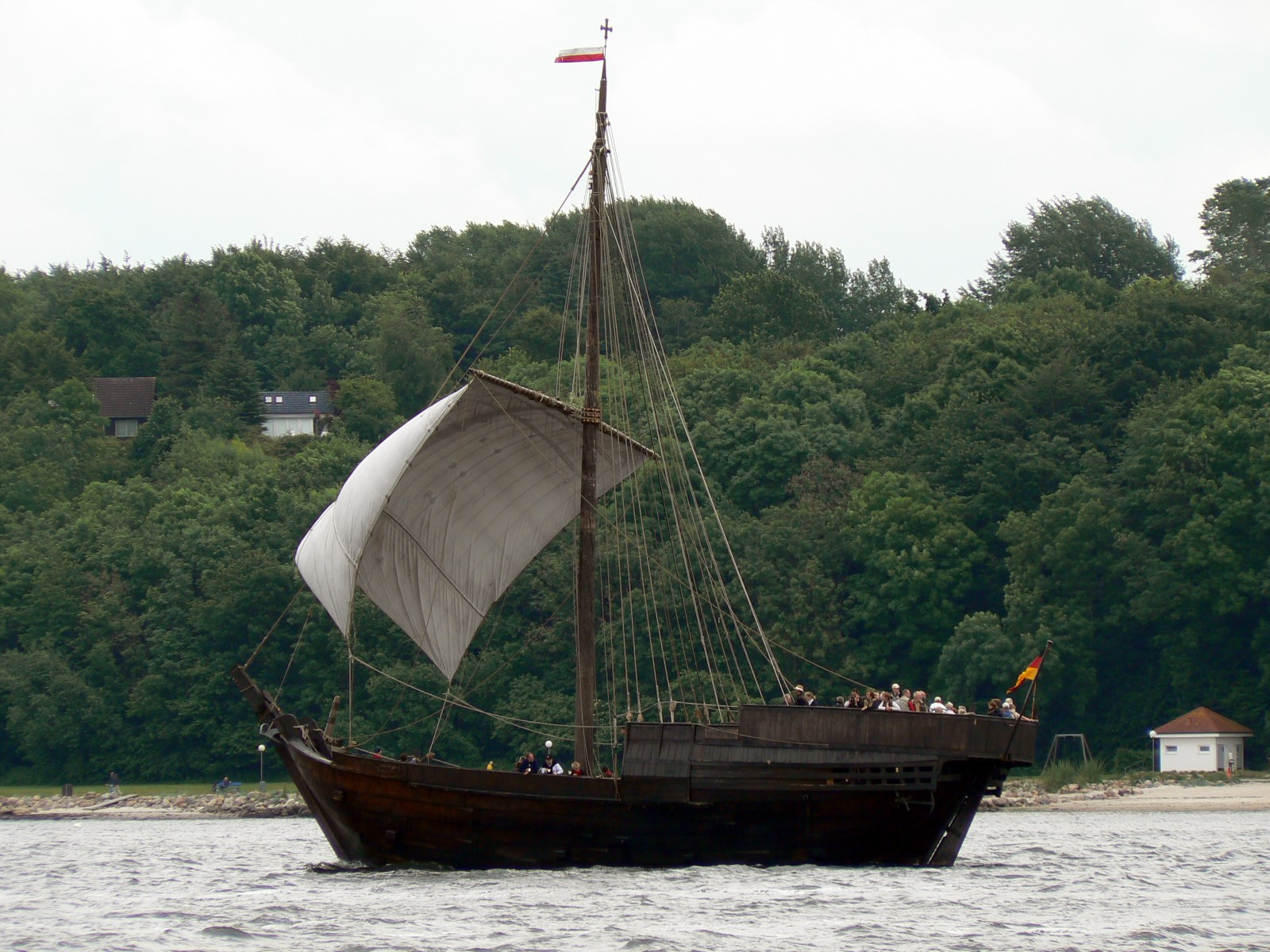
Le navi a cocca divennero sempre più importanti nel commercio inglese sia per l'importazione che per l'esportazione.

La manifattura di vestiti in Inghilterra incrementò a tal punto da giungere a dominare il mercato europeo del settore tra XV e XVI secolo. L'Inghilterra esportava prevalentemente lana grezza al 1347, ma già al 1400 circa 40.000 abiti all'anno venivano esportati e pertanto il commercio raggiunse ben presto il suo picco nel 1447 con 60.000 capi esportati all'anno. Il commercio di questi beni ebbe una leggera contrazione a metà del secolo, ma riprese negli anni '40 del Cinquecento raggiungendo quota 130.000 abiti venduti. I centri di tessitura in Inghilterra si spostarono più ad ovest verso la valle del fiume Stour, verso il West Riding, Cotswolds ed Exeter, allontanandosi dai centri storici di York, Coventry e Norwich.
Incrementandosi, il commercio tornò a passare da Londra e dai suoi porti. Negli anni '60 del Trecento, il 66–75% delle esportazioni di lavorati tessuti era nelle mani degli inglesi, salendo all'80% nel XV secolo; Londra gestiva circa il 50% delle esportazioni nel 1400, salite all'83% nel 1540. La crescita delle compagnie di commercianti a Londra (come ad esempio la Worshipful Company of Drapers o la Company of Merchant Adventurers of London) continuò ed i produttori inglesi continuarono a fornire merci ai compratori europei.

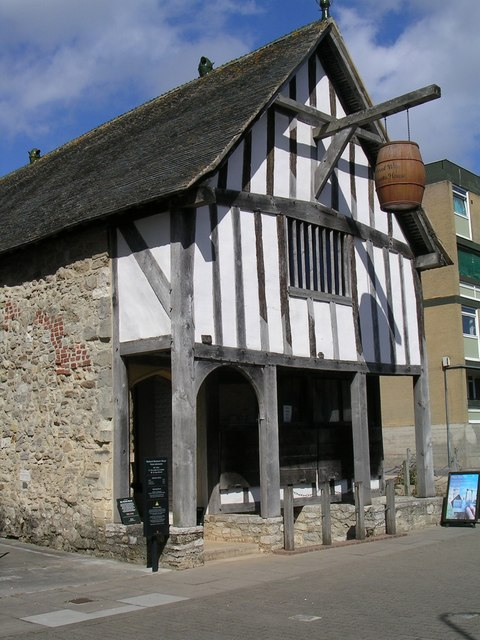
Una tipica casa mercantile a Southampton, restaurata oggi nel suo aspetto di metà Trecento

Ad ogni modo vi furono delle problematiche: i mercanti inglesi tentarono di irrompere nel mercato baltico bypassando la Lega Anseatica ma la politica interna e lo scoppio della Guerra delle Due Rose nella seconda metà del Quattrocento lo impedì. Il commercio di vino con la Guascogna si dimezzò nel corso della guerra con la Francia, e la perdita della provincia portò infine al termine della dominazione del contatto con Bristol ed il ruolo rilevante avuto dagli inglesi nel commercio dell'area.
Malgrado i costi della guerra, la guerra stessa consentì la creazione di molte più navi rispetto al passato e pertanto l'area sud-ovest divenne uno dei principali centri di contrasto della pirateria straniera in Inghilterra. La lavorazione dei metalli seguitò a crescere ed in particolare quella del peltro che era seconda solo a quella dei vestiti. Dal XV secolo l'industria del peltro divenne estremamente importante a Londra dove si trovavano le industrie maggiori con un centinaio di lavoratori impiegati in questo settore nella sola capitale oltre che altri in undici maggiori città d'Inghilterra. A Londra si contarono anche 150 gioiellieri attivi nel medesimo periodo. Nel 1509 l'industria di lavorazione dei metalli inglese produsse il primo cannone di ghisa prodotto sul suolo inglese.
Il risultato di questi successi fu un sostanziale afflusso di denaro che incoraggiò le importazioni di beni di lusso; nel 1391 si contavano diverse navi ai porti inglesi trasportanti avorio, specchi, armi, carta, vestiti tinti, rasoi, calamina, treacle, zollette di zucchero, patene, corna di buoi e gran quantità di boiserie". Venivano importate delle spezie che ora facevano regolarmente parte delle diete di gran parte della piccola e grande nobiltà. Il governo inoltre acquistava notevoli quantità di materiale grezzo ed in particolare di rame per la produzione delle armi.

#### Il declino del sistema fieristico
Sul finire del XIV secolo, la posizione delle fiere nel commercio nazionale inglese iniziò ad entrare in declino. I grandi mercanti, in particolare a Londra, iniziarono a stabilire contatti diretti coi grandi proprietari terrieri e con la chiesa i quali preferivano comprare direttamente da loro anziché nelle fiere. Il controllo della Corona sul commercio nelle grandi città si fece sempre più debole lasciando sempre più spazio all'iniziativa privata. Le grandi fiere, ad ogni modo, continuarono ad avere una certa importanza durante tutto il XV secolo per i consumatori locali.

## Storiografia

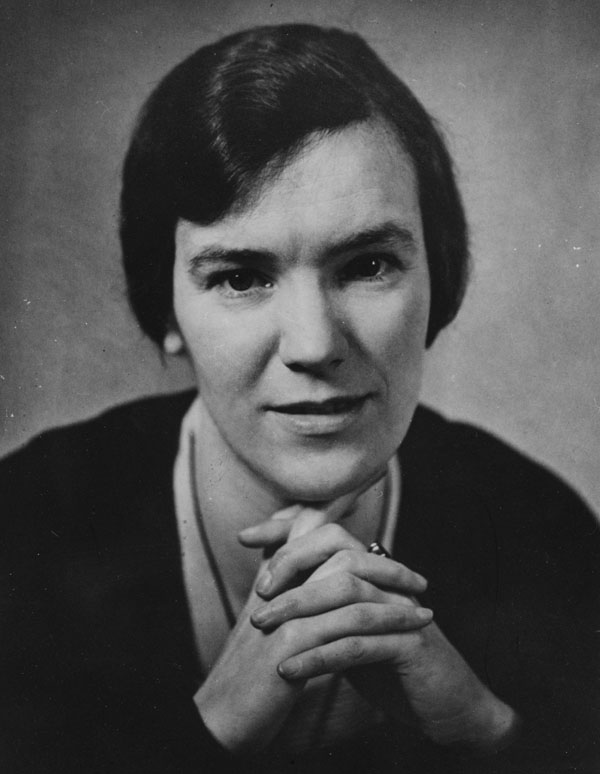
Eileen Power, una delle studiose che per prime si dedicò allo studio dell'economia inglese medievale nel periodo tra le due guerre mondiali.

I primi studi sull'economia medievale inglese ebbero inizio negli anni '80 dell'Ottocento, principalmente concentrandosi nelle opere dello storico e giurista inglese Frederic Maitland. Questi, basandosi su fondi come il Domesday Book e la Magna Carta, diede vita ad una visione "Whiggish" della storia economica, focalizzandosi sulla legge e sul governo dell'epoca. Successivi scrittori sempre di epoca vittoriana si focalizzarono anche sulle città e sui villaggi attirando così l'interesse anche delle comunità nel voler riscoprire la loro storia locale attraverso il commercio. Influenzato dall'evoluzione delle leggi normanne, Maitland evidenziò le prime discontinuità tra sistemi economici anglosassone e normanno.
Negli anni '30 del Novecento la visione Whiggish della storia economica inglese venne cambiata per merito di un gruppo di studenti dell'Università di Cambridge guidato da Eileen Power. Power e le sue colleghe si focalizzarono sullo studio dei documenti di governo oltre a fonti "agrarie, archeologiche, demografiche, di insediamenti, territoriali ed urbane". Questi fattori, combinati col neopositivismo e l'econometria portarono ad un superamento della materia come era stata affrontata in epoca vittoriana. Power morì nel 1940, ma Michael Postan, suo marito, portò avanti il suo lavoro.

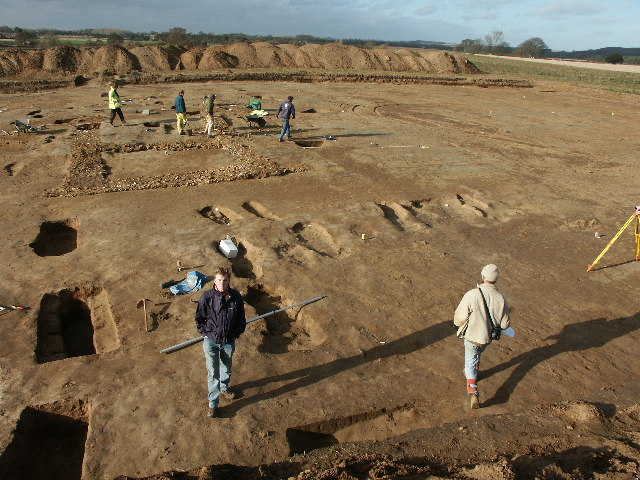
Studi archeologici su un sito medievale inglese hanno aiutato a comprendere le basi dell'economia dell'epoca.

Postan comprese che la demografia fu la principale forza trainate dell'economia medievale inglese. Egli propose infatti di considerare come l'economia agricola inglese avesse subito uno strepitoso balzo in avanti nel XIV secolo quando l'agricoltura stessa non era più in grado di sostenere la crescita costante della popolazione, portando ad inevitabili carestie e depressioni economiche, giungendo così a bilanciare nuovamente popolazione e risorse disponibili. Postan riprese a considerare i confronti condotti tra le economie pre-invasione e post-invasione, aiutato in questo da una serie di nuove tecniche archeologiche negli anni '50.
Postan venne criticato negli anni '50 dal giornale Past & Present. Qui un gruppo di studiosi di ispirazione marxista aveva evidenziato come in realtà Postan avesse detto bene ritenendo che l'agricoltura fosse da considerarsi il centro dell'economia medievale inglese, ma pose un ruolo meno centrale alla demografia e piuttosto si concentrò sulle modalità di produzione e sul rapporto col feudalesimo e sulle relazioni tra le classi sociali. Secondo questo modello, l'economia inglese entrò in crisi all'inizio del XIV secolo a causa delle lotte interne tra i vari signori locali ed i contadini in una battaglia per accaparrarsi risorse. Simili motivazioni sono state date alla rivolta contadina del 1381 ed a tutti gli altri fenomeni similari. Storici come Frank Stenton hanno posto anche il tema dell'"onore" come unità di analisi economica, incentrandosi anch'essi sullo studio delle relazioni feudali nelle comunità contadine dell'epoca; Rodney Hilton sviluppò l'idea che l'ascesa della gentry fosse da considerarsi il punto chiave per comprendere il periodo economico tardomedievale.